# نظام تناظرات (الهیات)

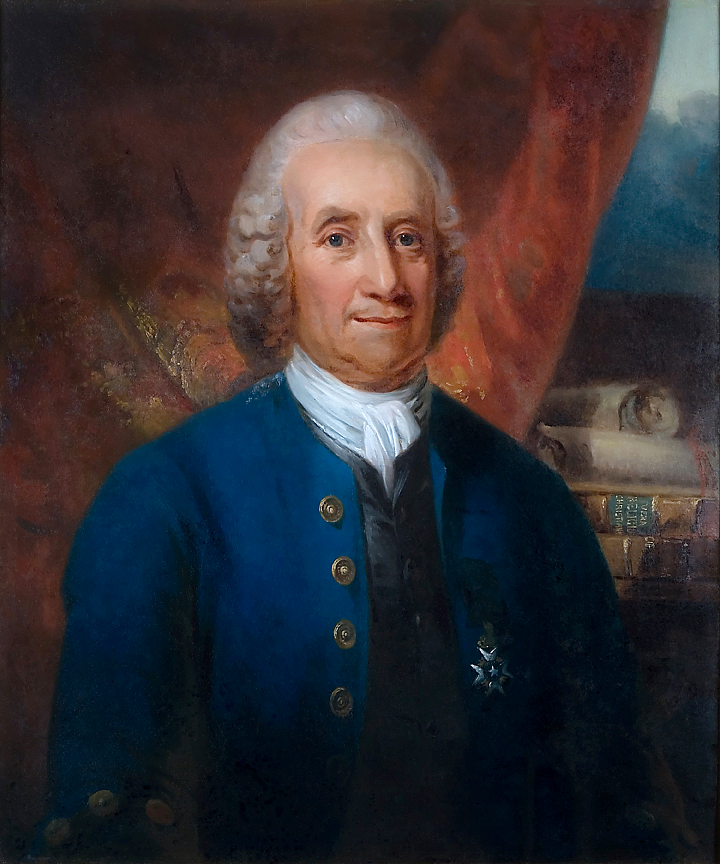
در اندیشه امانوئل سوئدنبرگ، متون کتاب مقدس را نمی توان بدون دکترین کلیسا مورد درک و فهم قرار داد و نسبت و تناظری میان معنای لفظی کتاب مقدس و حقیقت الهی وجود دارد

آموزهٔ تناظرات و تشابهات اجزا جهان و طبیعت را متشابه و عناصر آن را در تناظر در نظر می‌گیرد. همچنین انسان (عالم صغیر) و جهان (عالم کبیر) را متشابه و از یک ساختار فرض می‌کند.
از این آموزه فیلسوفان متعددی در دوران باستان استفاده کرده‌اند: «تناظر خویشاوندی» توسط اُرفه (Orphée)، «تناظر نسبت‌ها» توسط فیثاغورس، «دوستی» توسط افلاطون و «هم‌سازی» (Sympathie) توسط بولوس اهل مندس.
این آموزه در علوم سحر و صوفیسم (Esoterism) کاربرد دارد، با این ایده که «جهان موجودی زنده است و پر از تناظرات رازآمیز و هم‌سازی‌های مخفی، دنیایی که در همه جای آن روح جریان دارد، جایی که همهٔ اجزا بر معانی‌ای پنهان دلالت دارند.»